# Peder Sass
Peder Sass (født 30. oktober 1943) var folketingsmedlem  for Socialdemokratiet valgt i Storstrøms Amtskreds (Næstvedkredsen) fra 12. december 1990,  til valget i 2005. Han var fuldmægtig, søn af malersvend Jørgen Johannes Sass og Ebba Sass. Han er gift med Grete Sass. Tilsammen har de tre børn.

## CV
Folkeskole 1950-58. Handelsskole 1959-62. Fagskole 1963. Uddannet handelsmand i Dansk Papirforsyning 1959-65. Den Nordiske Folkehøjskole 1967. Dansk Kommunalkursus 1971-73. En række faglige kurser.
Afdelingssekretær i HK 1965-70. Fuldmægtig i Suså Kommunes skole- og kulturforvaltning 1970-78, i samme kommune beskæftigelseskonsulent 1978-84, medarbejder i socialforvaltningen siden 1984.
Tillidsmand i Suså Kommune 1970-76 og 1984-88. Hovedbestyrelsesmedlem af HK's kommunale landsforening 1972-76. Formand for DUI-Leg og Virke i Suså 1972-97. Medlem af Storstrøms Amtsråd 1974-91 og formand for Undervisnings- og Kulturudvalget 1978-91. Medlem af Statens Museumsnævn 1986-90. Formand for Det Rejsende Børneteater og Opsøgende Teater 1989-91. Formand for Socialdemokratiets Fællesvirksomhed i Suså Kommune 1971-75. Medlem af Socialdemokratiets Fritids- og Idrætspolitiske Udvalg 1983-86, Kultur- og Fritidspolitiske Udvalg 1986-89 og Indenrigspolitiske Udvalg 1989-91. Næstformand for AOF's Landsforbund fra 1993. Landsformand for Ungdomsringen fra 1994. Socialdemokratiets idrætspolitiske ordfører samt ordfører på folkeoplysningsområdet. Medlem af Socialdemokratiets Kulturudvalg 1997-2000.
Partiets kandidat i Næstvedkredsen fra 1989.